# KKS Górnik Zabrze
Kobiecy Klub Sportowy Górnik Zabrze – klub sportowy piłki nożnej kobiet, założony w Zabrzu dnia 15 marca 2002 roku. Pierwotnie KS Zaborze Zabrze, od marca 2005 roku KKS Zabrze.

## Historia
W sezonie 2002/2003 KKS Zabrze (wówczas jako KS Zaborze Zabrze) zadebiutował w rozgrywkach II ligi, w grupie śląskiej. Po dwóch latach gry w tej lidze, dnia 18 czerwca 2005 roku, KKS Zabrze wywalczył awans do I ligi, wygrywając turniej barażowy w Kutnie. Po roku gry w I lidze, w sezonie 2005/2006 KKS Zabrze spadł ponownie do drugiej ligi.
Trzeci kolejny sezon w II lidze, 2008/2009, to okres ogromnej przewagi tego klubu w lidze. Drużyna rozegrała 12 meczów z czego 11 wysoko wygrała a zaledwie jeden zremisowała. Dało to jej 1. miejsce w II lidze, w grupie śląskiej, oraz możliwość gry w barażach o wyższą klasę rozgrywkową. Baraż rozegrany na zasadzie dwumeczu z drużyną Unii Opole okazał się pomyślny dla zabrzanek, które w obydwu meczach zdołały zremisować (2:2 oraz 1:1), co dało im drugi w historii awans do I ligi kobiet dzięki większej ilości bramek strzelonych na wyjeździe.
Od sezonu 2009/2010 KKS Zabrze występował w I lidze, natomiast do rozgrywek II ligi została zgłoszona druga drużyna tego klubu – KKS II Zabrze. Po zakończeniu sezonu 2009/2010 KKS Zabrze zajął ostatnie, jedenaste miejsce w tabeli i po roku gry w I lidze ponownie spadł do niższej klasy rozgrywkowej. Drużyna KKS II Zabrze zakończyła sezon na 10. miejscu w tabeli i w związku ze spadkiem pierwszej drużyny została wycofana z rozgrywek. Od sezonu 2010/2011 w II lidze występuje już jedna drużyna – KKS Zabrze.
8 marca 2022 roku doszło do podpisania umowy pomiędzy KKS-sem Zabrze i Górnikiem Zabrze, w wyniku czego KKS stał się sekcją kobiecą Górnika.

## Sukcesy
- zdobycie Pucharu Śląska w 2004 roku
- awans do I ligi w sezonach: 2004/05, 2008/09
- występy w I lidze kobiet w sezonach: 2005/06, 2009/10
- awans do 1/8 Pucharu Polski w sezonach: 2004/05, 2005/06
- 7. miejsce w HMP U-19 w sezonie 2005/06
- 5. miejsce w HMP U-19 w sezonie 2006/07
- wygranie grupy śląskiej II ligi w sezonie 2008/09

### Wygrane turnieje
- turniej w Krnovie, 06.2004 r.
- turniej w Biedrzychowicach, 07.2005 r.
- halowy turniej w Głogówku, 12.2005 r.
- halowy turniej w Zabrzu, 01.2006 r.

## Kadra 2009/2010
| Nr           | Kraj      | Piłkarka             |           |           |
| Bramkarki    | Bramkarki | Bramkarki            | Bramkarki | Bramkarki |
| ------------ | --------- | -------------------- | --------- | --------- |
| 1            | Polska    | Angelika Maliszewska |           |           |
| 86           | Polska    | Agnieszka Zwierowicz |           |           |
| Obrończynie  |           |                      |           |           |
| 4            | Polska    | Magdalena Konopka    |           |           |
| 5            | Polska    | Natalia Wachowicz    |           |           |
| 10           | Polska    | Wioleta Milota       |           |           |
| 14           | Polska    | Patrycja Szałek      |           |           |
| 15           | Polska    | Sonia Szufla         |           |           |
| Pomocniczki  |           |                      |           |           |
| 2            | Polska    | Barbara Żelichowska  |           |           |
| 3            | Polska    | Angelika Tomanek     |           |           |
| 8            | Polska    | Paulina Nizińska     |           |           |
| 11           | Polska    | Klaudia Kandziora    |           |           |
| 13           | Polska    | Żaneta Schunke       |           |           |
| 16           | Polska    | Weronika Migura      |           |           |
| 21           | Polska    | Paulina Dąbrowska    |           |           |
| 44           | Polska    | Laura Englisz        |           |           |
| Napastniczki |           |                      |           |           |
| 7            | Polska    | Wioletta Dziółko     |           |           |
| 9            | Polska    | Anna Bujak           |           |           |
| 17           | Polska    | Agnieszka Pluskota   |           |           |
| 18           | Polska    | Simona Wrazidło      |           |           |

## Statystyki

### Sezon 2009/2010: Statystyki
| Najwyższe zwycięstwo u siebie:     |  | KKS Zabrze 11:1 KS Czarni Bytom Sucha Góra | KKS Zabrze 11:1 KS Czarni Bytom Sucha Góra |
| Najwyższe zwycięstwo na wyjeździe: |  | 1. FC Katowice II 0:19 KKS Zabrze          | 1. FC Katowice II 0:19 KKS Zabrze          |
| Żółte kartki:                      |  | 4 (średnia na mecz: 0,33)                  | 4 (średnia na mecz: 0,33)                  |
| Czerwone kartki:                   |  | 0 (średnia na mecz: 0)                     | 0 (średnia na mecz: 0)                     |
| Najwięcej strzelonych goli:        |  | 29 Monika Kołodziejska                     | 29 Monika Kołodziejska                     |

### Sezon 2008/2009: Statystyki
| Najwyższe zwycięstwo u siebie:     |  | KKS Zabrze 11:1 KS Czarni Bytom Sucha Góra | KKS Zabrze 11:1 KS Czarni Bytom Sucha Góra |
| Najwyższe zwycięstwo na wyjeździe: |  | 1. FC Katowice II 0:19 KKS Zabrze          | 1. FC Katowice II 0:19 KKS Zabrze          |
| Żółte kartki:                      |  | 4 (średnia na mecz: 0,33)                  | 4 (średnia na mecz: 0,33)                  |
| Czerwone kartki:                   |  | 0 (średnia na mecz: 0)                     | 0 (średnia na mecz: 0)                     |
| Najwięcej strzelonych goli:        |  | 29 Monika Kołodziejska                     | 29 Monika Kołodziejska                     |

### Sezon 2007/2008: Statystyki
| Najwyższe zwycięstwo u siebie:     |  | KKS Zabrze 23:0 Spartakus Chorzów | KKS Zabrze 23:0 Spartakus Chorzów |
| Najwyższe zwycięstwo na wyjeździe: |  | KS Goleszów 0:10 KKS Zabrze       | KS Goleszów 0:10 KKS Zabrze       |
| Najwyższa porażka u siebie:        |  | KKS Zabrze 2:3 1. FC Katowice     | KKS Zabrze 2:3 1. FC Katowice     |
| Najwyższa porażka na wyjeździe:    |  | 1. FC Katowice 4:0 KKS Zabrze     | 1. FC Katowice 4:0 KKS Zabrze     |

### Sezon 2006/2007: Statystyki
| Najwyższe zwycięstwo u siebie:     |  | KKS Zabrze 21:0 Leśnik Kobiór     | KKS Zabrze 21:0 Leśnik Kobiór     |
| Najwyższe zwycięstwo na wyjeździe: |  | Leśnik Kobiór 0:9 KKS Zabrze      | Leśnik Kobiór 0:9 KKS Zabrze      |
| Najwyższa porażka u siebie:        |  | KKS Zabrze 1:3 KS Podgórze Kraków | KKS Zabrze 1:3 KS Podgórze Kraków |
| Najwyższa porażka na wyjeździe:    |  | TS Mitech Żywiec 5:2 KKS Zabrze   | TS Mitech Żywiec 5:2 KKS Zabrze   |

### Sezon 2005/2006: Statystyki
| Najwyższe zwycięstwo u siebie:     |  | KKS Zabrze 5:1 MUKS Tomaszów Mazowiecki | KKS Zabrze 5:1 MUKS Tomaszów Mazowiecki |
| Najwyższe zwycięstwo na wyjeździe: |  | KS Strzybnica 0:4 KKS Zabrze            | KS Strzybnica 0:4 KKS Zabrze            |
| Najwyższa porażka u siebie:        |  | KKS Zabrze 1:9 Unia Racibórz            | KKS Zabrze 1:9 Unia Racibórz            |
| Najwyższa porażka na wyjeździe:    |  | Gol Częstochowa 4:1 KKS Zabrze          | Gol Częstochowa 4:1 KKS Zabrze          |

### Sezon 2004/2005: Statystyki
| Najwyższe zwycięstwo u siebie:     |  | KKS Zabrze 5:1 MUKS Tomaszów Mazowiecki | KKS Zabrze 5:1 MUKS Tomaszów Mazowiecki |
| Najwyższe zwycięstwo na wyjeździe: |  | KS Strzybnica 0:4 KKS Zabrze            | KS Strzybnica 0:4 KKS Zabrze            |
| Najwyższa porażka u siebie:        |  | KKS Zabrze 1:9 Unia Racibórz            | KKS Zabrze 1:9 Unia Racibórz            |
| Najwyższa porażka na wyjeździe:    |  | Gol Częstochowa 4:1 KKS Zabrze          | Gol Częstochowa 4:1 KKS Zabrze          |

### Sezon 2003/2004: Statystyki
| Najwyższe zwycięstwo u siebie:     |  | KKS Zabrze 12:0 Jastrząb Bielszowice | KKS Zabrze 12:0 Jastrząb Bielszowice |
| Najwyższe zwycięstwo na wyjeździe: |  | Jastrząb Bielszowice 1:8 KKS Zabrze  | Jastrząb Bielszowice 1:8 KKS Zabrze  |
| Najwyższa porażka u siebie:        |  | KKS Zabrze 2:5 KS Strzybnica         | KKS Zabrze 2:5 KS Strzybnica         |
| Najwyższa porażka na wyjeździe:    |  | KS Strzybnica 7:1 KKS Zabrze         | KS Strzybnica 7:1 KKS Zabrze         |

### Sezon 2002/2003: Statystyki
| Najwyższe zwycięstwo u siebie:     |  | KKS Zabrze 3:1 Unia Racibórz   | KKS Zabrze 3:1 Unia Racibórz   |
| Najwyższe zwycięstwo na wyjeździe: |  | Unia Racibórz 2:5 KKS Zabrze   | Unia Racibórz 2:5 KKS Zabrze   |
| Najwyższa porażka u siebie:        |  | KKS Zabrze 0:6 Podgórze Kraków | KKS Zabrze 0:6 Podgórze Kraków |
| Najwyższa porażka na wyjeździe:    |  | Podgórze Kraków 6:0 KKS Zabrze | Podgórze Kraków 6:0 KKS Zabrze |

## Lokaty
Źródła:
| Sezon     | Liga                   | Uzyskane Miejsce                |
| --------- | ---------------------- | ------------------------------- |
| 2002/2003 | II liga, gr. śląska    | 6/6                             |
| 2003/2004 | II liga, gr. śląska    | 3/7                             |
| 2004/2005 | II liga, gr. śląska    | 2/8 (awans po barażach)         |
| 2005/2006 | I liga, gr. południowa | 5/6 (spadek)                    |
| 2006/2007 | II liga, gr. śląska    | 3/10                            |
| 2007/2008 | II liga, gr. śląska    | 2/8                             |
| 2008/2009 | II liga, gr. śląska    | 1/? (awans po barażach)         |
| 2009/2010 | I liga, gr. południowa | 11/11 (spadek)                  |
| 2010/2011 | II liga, gr. III       | 2/10                            |
| 2011/2012 | II liga, gr. III       | 2/10                            |
| 2012/2013 | II liga, gr. III       | 2/10 (przegrane baraże o awans) |
| 2013/2014 | II liga, gr. III       | 3/10                            |
| 2014/2015 | II liga, gr. III       | 4/10                            |
| 2015/2016 | II liga, gr. III       | 9/12                            |
| 2016/2017 | II liga, gr. III       | 6/12                            |
| 2017/2018 | II liga, gr. III       | 3/11                            |
| 2018/2019 | II liga, gr. III       | 3/11                            |
| 2019/2020 | II liga, gr. III       | 5/12 (spadek)                   |
| 2020/2021 | III liga, gr. III      | 6/12                            |
| 2021/2022 | III liga, gr. III      | 6/12                            |
| 2022/2023 | III liga, gr. III      | 5/10                            |
| 2023/2024 | III liga, gr. III      | /9                              |